# Посетитељ музеја
Посетитељ музеја (рус. Посетитель музея) је совјетско-швајцарско-западнонемачки постапокалиптични драмски филм из 1989. у режији Константина Лопушанског. Филм је уврштен на 16. Московски међународни филмски фестивал где је освојио награду Сребрни Ђорђе и награду екуменског жирија.
Посетитељ музеја је други у колекцији филмова под називом „Квартет апокалипсе“ који је режирао Лопушански, а који се дешавају у апокалиптичном или постапокалиптичном окружењу. Остали филмови у квартету су Писма покојника (1986), Руска симфонија (1994) и Ружни лабудови (2006).
У постапокалиптичном свету (насталом услед неодређене еколошке катастрофе), становништво је подељено и десетковано, укључујући и такозване „дегенерате“ (мутанте деформисане као резултат неког катастрофалног догађаја), и преживеле из претходне цивилизације. У морским дубинама постоји Музеј; место које садржи остатке прошлих цивилизација и до њега се може доћи само у повременим периодима осеке када море постане пуста пустиња.
Протагониста филма је један од ретких преживелих који је успео да задржи људски облик и начин размишљања.

## Глумачка подела
- Виктор Михајлов
- Вера Мајарова
- Вадим Лобанов
- Ирина Ракшина
- Александар Расински
- Јосиф Риклин
- Ју. Соболев
- Владимир Фирсов